# Reumerts Ege
Reumerts Ege er en gruppe træer i Vestskoven. Træerne består af en gruppe på 85 egetræer, plantet april 1968 som en gave fra skuespilleren Poul Reumerts familie til skuespilleren i anledning af hans 85 års-fødselsdag. 